# Гольштейн, Евгений Григорьевич
Евгений Григорьевич Гольштейн (15 апреля 1931, Москва — 7 марта 2018, там же) — советский и российский математик и экономист, доктор физико-математических наук (1967), профессор (1968), заслуженный деятель науки Российской Федерации (1999).

## Биография
Окончил механико-математический факультет Московского государственного университета (1953).
В 1954—1964 годах работал в Институте приборной автоматики на должностях от младшего научного сотрудника до заведующего лабораторией.
С 1964 года до конца жизни работал в Центральном экономико-математическом институте РАН. До сентября 2016 года был заведующим лабораторией теории и численных методов оптимизации. После реорганизации в 2016 году работал главным научным сотрудником лаборатории динамических моделей экономики и оптимизации.
Являлся одним из ведущих специалистов страны в области математического программирования. Автор более 200 печатных работ, среди которых 12 книг (большинство книг переведено и издано за рубежом). Среди исследований, внесших значительный вклад в математическое программирование — работы по теории двойственности для конечномерных и бесконечномерных экстремальных задач, блочному программированию, теории модифицированных функций Лагранжа, недифференцируемой выпуклой оптимизации, теории бескоалиционных игр многих лиц.
С 1967 по 1982 год являлся профессором Московского института народного хозяйства им. Г. В. Плеханова, с 1987 года — профессором экономического факультета МГУ им. М. В. Ломоносова. За время научно-педагогической деятельности под его руководством защищено более 20 кандидатских диссертаций.
Являлся членом редакционной коллегии журнала «Экономика и математические методы».
За успехи в научной и общественной деятельности неоднократно награждался правительственными наградами, двумя серебряными медалями ВДНХ, Почетными грамотами Президиума академии наук.

## Основные работы
Книги:
- Юдин Д. Б., Гольштейн Е. Г. Задачи и методы линейного программирования. / Изд. 2-е. — М.: Советское радио, 1964. — 736 с.
- Гольштейн E. Г., Юдин Д. Б. Новые направления в линейном программировании. — М.: Советское радио, 1966. — 524 с.
- Задачи линейного программирования транспортного типа. — М.: Наука, 1969 (в соавторстве).
- Выпуклое программирование: Элементы теории. — М.: Наука, 1970.
- Теория двойственности в математическом программировании и её приложения. — М.: Наука, 1971.
- Модифицированные функции Лагранжа. Теория и методы оптимизации. — М.: Наука, 1989 (в соавторстве).
- Методы оптимизации в экономико-математическом моделировании. — М. : Наука, 1991. (в соавторстве).
- Специальные направления в линейном программировании. — М.: URSS, 2010. (в соавторстве).
- Юдин Д. Б., Гольштейн Е. Г. Линейное программирование. Теория, методы и приложения. 2-е изд. — М.: Изд-во «УРСС», 2012. — 424 с. — ISBN 978-5-396-00262-3

Основные статьи (с 2009 года):
- Гольштейн Е. Г. Об одной задаче равновесия, связаной с бескоалиционными играми. // Экономика и математические методы. 2009. Т. 45. Вып. 4.
- Гольштейн Е. Г. О монотонности отображения, связанного с неантагонистической игрой многих лиц. // Журнал вычислительной математики и математической физики. 2009. Т. 49. № 9.
- Гольштейн Е. Г. О модификациях конечной бескоалиционной игры, имеющих выпуклую структуру. // Экономика и математические методы. 2010. Т. 46. Вып. 4.
- Гольштейн Е. Г. Численное решение одной задачи равновесия, основанное на обобщенном методе уровней. // Журнал вычислительной математики и математической физики. 2011. Т. 51. № 9.
- Гольштейн Е. Г. Об одном классе антагонистических игр. // Экономика и математические методы. 2012. Т. 48. Вып. 3.
- Гольштейн Е. Г., Малков У. Х., Соколов Н. А. Об одном численном методе решения биматричных игр. // Экономика и математические методы. 2013. Т. 49. Вып. 4.
- Гольштейн Е. Г. Приближенный метод решения конечной игры трех лиц. // Экономика и математические методы. 2014. Т. 50. Вып. 1.